# Csang Ce-ji
Csang Ce-ji (kínaiul: 章子怡, hanjü pinjin átírással: Zhāng Zǐyí), (Peking, 1979. február 9.) kínai színésznő és énekesnő. Csang (Zhang)ot a média a kínai filmipar „Négy fiatal Dan színésznője” közé sorolja Csao Vej (Zhao Wei), Hszü Csing-lej (Xu Jinglei) és Csou Hszün (Zhou Xun) mellett. Nevéhez kötődő kínai és nemzetközi sikereit olyan híres rendezőkkel érte el, mint Csang Ji-mou (Zhang Yimou), Ang Lee, Vang Csia-vej (Wang Jiawei), Csen Kaj-ko (Chen Kaige), Tsui Hark, Lou Je (Lou Ye), Szuzuki Szeidzsun, Feng Hsziao-kang (Feng Xiaogang) és Rob Marshall.

## Korai évek
Csang Ce-ji (Zhang Ziyi) Pekingben (Kína) született és nevelkedett Csang Jüan-hsziao (Zhang Yuanxiao) közgazdász és Li Csou-seng (Li Zhousheng) óvónő gyermekeként. Tizenegy évesen jelentkezett a pekingi táncakadémiára (Beijing Dance Academy). Amikor szülei javasolták neki az iskolát, Csang (Zhang) szkeptikus volt. Látta, ahogyan a többi lány folyamatos ravaszkodással versenyez egymással a tanárok előtti elismerésért. Csang (Zhang)nak nem tetszett sem osztálytársai, sem a tanárok viselkedése, olyannyira, hogy egyszer el is szökött az iskolából. 1994-ben Csang (Zhang) belépett Kína Central Academy of Drama nevű rangos dráma iskolájába.

## Karrier
19 évesen Csang (Zhang) megkapta első filmszerepét Csang Ji-mou (Zhang Yimou) Az utolsó út című filmjében, amiért Ezüst Medve díjat kapott a 2000-es Berlini Nemzetközi Filmfesztiválon.
Ezután 2000-ben a Tigris és sárkány című rendkívül sikeres film egyik főszereplője volt, mellyel több díjat elnyert nyugaton is, mint a Chicago Film Critics Association Awards, a Toronto Film Critics Association Awards és az Independent Spirit Awards. Első amerikai mozifilm-szerepe a Csúcsformában 2., mivel azonban akkor még nem beszélt angolul, Jackie Chan tolmácsolt neki mindent, amit a rendező mondott. A filmben alakított karaktere Hu Li volt, mely a mandarin nyelvjárásban „rókát” jelent.
Következő filmje a Hős volt, ebben korábbi mentorával, Csang Ji-mou (Zhang Yimou)val dolgozott újra együtt. A film hatalmas sikert aratott az angol nyelvterületeken és jelölték Oscar-díjra és Golden Globe-díjra is. Purple Butterfly című filmje a 2003-as cannes-i fesztivál versenyzője volt. 2004-ben A repülő tőrök klánja című filmben visszatért a harcművészet műfajához, mellyel a Legjobb színésznő kategóriában szerzett jelölést a BAFTA-díjra. A Vang Csia-vej (Wang Jiawei) által rendezett 2046 
két díjat hozott a színésznőnek, megnyerte a hongkongi filmkritikusok díját, mint legjobb színésznő, és a Hong Kong Filmakadémia díját is.
Kissé fura sztep-táncos oldalát mutatta be Csang (Zhang) a Princess Raccoon című filmben, melyet a Japánban legendás Seijun Suzuki rendezett. A film 2006-ban öt díjat nyert meg. A színésznő énekesként is ismert, A repülő tőrök klánja című film betétdalai között ő énekli egy ősi kínai vers megzenésített változatát (Jia Rén Qu (佳人曲), The Beauty Song). A dal két jelenet alatt is hallható.
2005-ben főszerepet kapott az Egy gésa emlékiratai című filmben, mely az azonos című nemzetközi bestseller könyv alapján készült. A filmet követte némi vita Japánban, amiért kínai színésznő alakította Sayurit, a japán gésát. Ebben a produkcióban újra együtt játszott Gong Li-vel, akivel a 2046, és Michelle Yeohval, akivel a Tigris és sárkány című filmekben dolgozott. Az alakításért Csang Ce-ji (Zhang Ziyi)-t 2006-ban Golden Globe-díjra, Screen Actors Guild-díjra és BAFTA-díjra jelölték.
2005. június 27-én jelentették be, hogy Csang Ce-ji (Zhang Ziyi) elfogadta az Filmművészeti és Filmtudományi Akadémia (AMPAS) meghívását, és azon emberek közé került, akik az Oscar-díj jelöltjeire szavazhatnak.
2006. májusban Csang (Zhang) a legfiatalabb tagként ülhetett a Cannes-i fesztivál zsűritagjai közé. 2006 őszén Van (Wan) császárnőt alakította a The Banquet című filmben, mely a Tang-dinasztia idején játszódik. 2007-ben hangját kölcsönözte a Tini nindzsa teknőcök Karai nevű karakterének. 2008-ban a Forever Enthralled-ben játszott, majd 2009-ben a The Horsemen című filmben Dennis Quaid oldalán.
Napjainkban jelentették be, hogy Csang Ce-ji (Zhang Ziyi) lesz a főszereplője a Snow Flower and the Secret Fan című drámának, és egyben producere is lesz a filmnek.

## Reklámarc
Csang Ce-ji (Zhang Ziyi) a reklámarca a Maybelline és Garnier márkáknak, valamint a Shangri-la Hotel and Resort Group szállodaláncnak. Nagykövete a Speciális Olimpiának, és szószólója a Save the Children nevű kínai nevelőotthon programnak.

## Magánélet
Röviddel azután, hogy Csang Ce-ji (Zhang Ziyi) debütált Az utolsó út című filmben, hírek kezdtek terjedni arról, hogy a színésznő a film idősebb rendezőjével került közeli kapcsolatba. Csang Ji-mou (Zhang Yimou) korábban már részese volt egy házasságon kívüli kapcsolatnak Kung Li (Gong Li) színésznővel, aki Csang (Zhang)hoz hasonlóan mutatkozott be fiatal színészként, így gyorsan párhuzamot vontak köztük. Ennek ellenére Csang Ce-ji (Zhang Ziyi) és a rendező között sosem derült fény kapcsolatra.
A hongkongi és tajvani média gyakran „hozta össze” Csang (Zhang)ot színésztársával, Jackie Channel is. Ez részben azoknak a fotóknak köszönhető, melyek a Csúcsformában 2. forgatása közben készültek.
Egy ideig Fok Kai-shannal is hírbe hozták Csang (Zhang)ot, aki a hongkongi iparmágnás Henry Fok unokája.
2006-ban az Interview Magazine júliusi számában Csang Ce-ji (Zhang Ziyi) filmjeiről beszélt, és arról, hogy óvatosan választja meg szerepeit, főként a hollywoodiakat.
Igen. Egyébként készíthettem volna sok hollywoodi mozifilmet. A Tigris és sárkány után több ajánlatot kaptam, de visszautasítottam őket, mert mindben áldozat lettem volna – szegény lányokat adnak el Amerikában feleségnek vagy ilyesmi. Tudom, hogy ennél többre vagyok képes, ennél eredetibb szerepeket játszani. Ezért örültem igazán a Gésának, mert abban megmutathattuk a világnak, milyen színészek vagyunk és milyen karaktereket tudunk eljátszani – nem csak akciószerepeket.
Egy korábbi interjúban azt is nyilatkozta, hogy ha nem lenne színésznő, óvónő szeretett volna lenni.
2007 januárjában Csang (Zhang)ot kézen fogva és csókolózva látták új barátjával egy New York-i kosárlabda meccsen. A férfi Vivi Nevo volt, egy izraeli multimilliomos és kockázati befektető. Kettejüket később Los Angelesben is együtt látták egy Oscar-partin. Nevo-t korábban a modell Kate Mosshoz kötötték. Csang Ce-ji (Zhang Ziyi) és Nevo egy ideig jegyben is jártak. Csang Ce-ji (Zhang Ziyi) 2015-ben lett Wang Feng kínai rockzenész házastársa, kettő gyermekük (fiú, lány) született. 2023-ban a weibon bejelentették a válásukat.

## Filmjei
| Év   | Cím                        | Kínai cím     | Szerep                           | Rendező                          |
| ---- | -------------------------- | ------------- | -------------------------------- | -------------------------------- |
| 1996 | Touching Starlight         | 星星點燈      | Csen Vej (Chen Wei)              | Szun Ven-hszüe (Sun Wenxue)      |
| 1999 | Az utolsó út               | 我的父親母親  | fiatal Csao Ti (Zhao Di)         | Csang Ji-mou (Zhang Yimou)       |
| 2000 | Tigris és sárkány          | 臥虎藏龍      | Jü Csiao-lung (Yu Jiaolong)      | Ang Lee                          |
| 2001 | Csúcsformában 2.           | 尖峰时刻2     | Hu Li                            | Brett Ratner                     |
| 2001 | A Zu legendája             | 蜀山傳        | Joy                              | Tsui Hark                        |
| 2001 | Musa, a harcos             | 武士          | Bu-yong hercegnő                 | Kim Sung-su                      |
| 2002 | Hős                        | 英雄          | Moon                             | Csang Ji-mou (Zhang Yimou)       |
| 2003 | Purple Butterfly           | 紫蝴蝶        | Cynthia/Ding Hui                 | Lou Je (Lou Ye)                  |
| 2003 | My Wife is a Gangster 2    | 我老婆是大佬2 | Gengszterfőnök                   | Jeong Heung-sun                  |
| 2004 | 2046                       | 2046          | Paj Ling (Bai Ling)              | Vang Csia-vej (Wang Jiawei)      |
| 2004 | A repülő tőrök klánja      | 十面埋伏      | Mej (Mei)                        | Csang Ji-mou (Zhang Yimou)       |
| 2004 | Jázmin hölgyek             | 茉莉花開開    | fiatal Mo/fiatal Li/fiatal Hua   | Hou Jung (Hou Yong)              |
| 2005 | Princess Raccoon           | 貍御殿        | Tanuki hercegnő                  | Seijun Suzuki                    |
| 2005 | Egy gésa emlékiratai       | 艺伎回忆录    | Sayuri Nitta/Chiyo Sakamoto      | Rob Marshall                     |
| 2006 | The Banquet                | 夜宴          | Van (Wan)                        | Feng Hsziao-kang (Feng Xiaogang) |
| 2007 | Tini nindzsa teknőcök      | -             | Karai (hang)                     | Kevin Munroe                     |
| 2008 | Forever Enthralled         | 梅蘭芳        | Meng Hsziao-tung (Meng Xiaodong) | Csen Kaj-ko (Chen Kaige)         |
| 2009 | Az apokalipszis lovasai    | 骑士          | Kristen                          | Jonas Åkerlund                   |
| 2009 | Sophie's Revenge           | -             | Sophie                           | Jimeng Csin (Yimeng Jin)         |
| 2009 | The Founding of a Republic | -             |                                  |                                  |
| 2009 | Lost for Words             | -             | Lin Csen (Lin Zhen)              | Susanne Bier                     |
| 2010 | Waiting                    | -             | Vu Manna (Wu Manna)              | Peter Chan                       |

## Díjak, jelölések

### Jelölések
Academy of Science Fiction, Fantasy & Horror Films, USA
- 2001 – Legjobb női mellékszereplő – Tigris és sárkány
- 2005 – Legjobb színésznő – A repülő tőrök klánja

BAFTA-díj
- 2001 – Legjobb női előadó mellékszerepben – Tigris és sárkány
- 2005 – Legjobb női főszereplő – A repülő tőrök klánja
- 2006 – Legjobb női főszereplő – Egy gésa emlékiratai

Chicago Film Critics Association Awards
- 2001 – Legjobb női mellékszereplő – Tigris és sárkány

Golden Globe-díj
- 2006 – Legjobb női előadó drámai mozifilmben – Egy gésa emlékiratai

Golden Horse Awards
- 2000 – Legjobb színésznő – Tigris és sárkány
- 2004 – Legjobb színésznő – 2046

Hong Kong Film Awards
- 2001 – Legjobb színésznő – Tigris és sárkány
- 2003 – Legjobb női mellékszereplő – Hős

Image Awards
- 2006 – Kiemelkedő teljesítmény mozifilmben – Egy gésa emlékiratai

Kids' Choice Awards
- 2002 – Kedvenc női akcióhős – Csúcsformában 2.

MTV Movie Awards
- 2001 – Legjobb új színésznő – Tigris és sárkány
- 2002 – Legjobb bűnöző – Csúcsformában 2.
- 2005 – Legjobb küzdelmi jelenet – A repülő tőrök klánja (Csang Ce-ji (Zhang Ziyi) vs. az uralkodó őrei)
- 2006 – Legszexisebb előadó – Egy gésa emlékiratai

Online Film Critics Society Awards
- 2001 – Legjobb mellékszereplő – Tigris és sárkány

Satellite Awards
- 2005 – Kiemelkedő teljesítmény drámai mozifilmben – Egy gésa emlékiratai

Screen Actors Guild Awards
- 2006 – Kiemelkedő teljesítmény női főszerepben – Egy gésa emlékiratai

Teen Choice Awards
- 2001 – Új színésznő

### Megnyert díjak
Hundred Flowers Awards
- 2000 – Legjobb színésznő – Az utolsó út

Chicago Film Critics Association Awards
- 2001 – Legígéretesebb színésznő

Golden Bauhinia Awards
- 2001 – Legjobb mellékszereplő – Tigris és sárkány

Golden Rooster Awards
- 2004 – Legjobb színésznő – Jázmin hölgyek

Hong Kong Film Awards
- 2005 – Legjobb színésznő – 2046

Hong Kong Film Critics Society Awards
- 2005 – Legjobb színésznő – 2046

Independent Spirit Awards
- 2001 – Legjobb mellékszereplő – Tigris és sárkány

MTV Movie Awards
- 2001 – Legjobb küzdelmi jelenet – Tigris és sárkány

Toronto Film Critics Association Awards
- 2000 – Legjobb mellékszereplő – Tigris és sárkány

Young Artist Award
- 2001 – Legjobb fiatal színész nemzetközi filmben – Tigris és sárkány

## Külső hivatkozások
- Csang Ce-ji a PORT.hu-n (magyarul)
- Csang Ce-ji az Internetes Szinkronadatbázisban (magyarul)
- Csang Ce-ji az Internet Movie Database-ben (angolul)
- Csang Ce-ji (Zhang Ziyi) hivatalos weboldala